# D910 (Indre-et-Loire)
De D910 is een departementale weg in het West-Franse departement Indre-et-Loire. De weg loopt van Château-Renault via Tours naar de grens met Vienne. In Vienne loopt de weg als D910 verder naar Poitiers.

## Geschiedenis
Oorspronkelijk was de D910 onderdeel van de N10. In 2006 werd de weg overgedragen aan het departement Indre-et-Loire, omdat de weg geen belang meer had voor het doorgaande verkeer vanwege de parallelle autosnelweg A10. De weg is toen omgenummerd tot D910.